# 新华街街道 (鹤壁市)
新华街街道是中国河南省鹤壁市鹤山区下辖的一个街道。

## 行政区划
新华街街道下辖：新华街南居委会、新华街北居委会、新华北站路东居委会、新华北站西居委会。